# オーストラリアのゴンドワナ多雨林群
オーストラリアのゴンドワナ多雨林群（オーストラリアのゴンドワナたうりんぐん）は、ユネスコの世界遺産に登録されているオーストラリアのクイーンズランド州とニューサウスウェールズ州の一部に広がる自然保護地域の総称である。
当初、1986年には「オーストラリア東海岸の温帯および亜熱帯雨林公園」(Australian East Coast Temperate and Subtropical Rainforest Park)の名称で登録されていたが、1994年の登録地域拡大にともなって「オーストラリアの中東部の多雨林保護区群」(Central Eastern Rainforest Reserves (Australia))に変更。さらに2007年に現在の登録名称となった。

## 概要
34の自然保護地域などを抱えるこの遺産は、年間のべ200万人が訪れる。オーストラリア大断崖沿いにある広大な地域を抱え保護地域ごとに違った種類の多雨林を見せるほか、多くの楯状火山と侵食カルデラも見られる。
これらの雨林は石炭紀のシダ植物、ジュラ紀の針葉樹、そして白亜紀前期の原始顕花植物、白亜紀中後期の双子葉植物および第三紀初期と中新世の被子植物の進化を示す重要なサイトである。特にナンキョクブナ科のオーストラリアブナとナンヨウスギ科の樹木が多く、希少な植物も200種以上を抱える。動物もヒメウォンバット、アルバートコトドリ、クチニセマウス、パルマワラビーなどの希少種、絶滅危惧種または固有種が生息しており、特にスズメ目のうち、白亜紀後期に分岐したと見られる比較的に原始的なコトドリ科、クサムラドリ科、キノボリ科、ニワシドリ科の鳥類が非常に多い。また、近い時期または進行中の種分化が起きている独特の生息地もこれらの雨林の中に点在している。
また、オーストラリア大陸が他の大陸から分離する前の痕跡なども残す貴重な遺産でもある。

## 登録基準
この世界遺産は世界遺産登録基準のうち、以下の条件を満たし、登録された（以下の基準は世界遺産センター公表の登録基準からの翻訳、引用である）。
- (8) 地球の歴史上の主要な段階を示す顕著な見本であるもの。これには生物の記録、地形の発達における重要な地学的進行過程、重要な地形的特性、自然地理的特性などが含まれる。
- (9) 陸上、淡水、沿岸および海洋生態系と動植物群集の進化と発達において進行しつつある重要な生態学的、生物学的プロセスを示す顕著な見本であるもの。
- (10) 生物多様性の本来的保全にとって、もっとも重要かつ意義深い自然生息地を含んでいるもの。これには科学上または保全上の観点から、すぐれて普遍的価値を持つ絶滅の恐れのある種の生息地などが含まれる。

## 登録された自然保護区

### ニューサウスウェールズ州
- ウォッシュプール国立公園
- ウェリキンベ国立公園
- ジブラルタル・レンジャー国立公園
- ドリゴ国立公園
- ナイトキャップ国立公園
- ニュー・イングランド国立公園
- バリントン・トップス国立公園
- ボーダー・レンジス国立公園
- マウント・ウォーニング国立公園

- イルカ自然保護区
- ヌミンバ自然保護区
- マウント・シービュー自然保護区
- マウント・ハイランド自然保護区
- リンピンウッド自然保護区

- アマルー植物保護区
- ウィルソンズ・ピーク植物保護区
- ケリピット・ビーチ植物保護区
- バンダ・バンダ植物保護区
- フェンウィックス・スクラブ植物保護区
- マウント・クルーニー植物保護区
- マウント・ノトファグス植物保護区

### クイーンズランド州
- スプリングブルック国立公園
- マウント・チンヒー国立公園
- マウント・バーニー国立公園
- メイン・レンジ国立公園
- ラミントン国立公園
- タートル・ロック環境公園
- テレモン環境公園
- キラーニー州有林
- クロナン・クリーク州有林
- バーネット・クリーク州有林
- ペールン州有林1,2
- ラビット・ボード草原保護区
- クイーンズランドの刑務所用地